# フォントー県
フォントー県（フォントーけん、ベトナム語：Huyện Phong Thổ / 縣豐收?）は、ベトナムライチャウ省の県である。面積は1,034.60 km2、人口は73,210人（2018年）である。

## 行政区画
以下の1市鎮17社から構成される。
- フォントー市鎮（Phong Thổ / 豐收）
- バンラン社（Bản Lang）
- ダオサン社（Dào San）
- ホアンテン社（Hoang Thèn）
- フオイルオン社（Huổi Luông）
- コンラオ社（Khổng Lào）
- ランニータン社（Lản Nhì Thàng）
- マーリーチャイ社（Ma Ly Chải）
- マーリーフォー社（Ma Ly Pho）
- モシサン社（Mồ Sì San）
- ムサン社（Mù Sang）
- ムオンソー社（Mường So）
- ナムセ社（Nậm Xe）
- パヴァイスー社（Pa Vây Sử）
- シロラウ社（Sì Lở Lầu）
- シンスイホ社（Sin Súi Hồ）
- トゥンクアリン社（Tung Qua Lìn）
- ヴァンマーチャイ社（Vàng Ma Chải）